# Doug Lee (baloncestista)
Douglas Edward «Doug» Lee (Washington, Illinois, 24 de octubre de 1964) es un exjugador de baloncesto estadounidense que disputó tres temporadas en la NBA, además de jugar en la liga croata, en la liga italiana, en la liga israelí y en diversas ligas menores estadounidenses. Con 1,96 metros de estatura, jugaba en la posición de escolta.

## Trayectoria deportiva

### Universidad
Jugó durante dos temporadas con los Aggies de la Universidad de Texas A&M, para posteriormente ser transferido a los Boilermakers de la Universidad Purdue, promediando en total 7,6 puntos y 3,6 rebotes por partido.

### Profesional
Fue elegido en la trigésimo quinta posición del Draft de la NBA de 1987 por Houston Rockets, pero fue despedido antes del comienzo de la temporada. Jugó entonces en diversos equipos de ligas menores, incluida una breve incursión en el baloncesto israelí jugando en el Hapoel Tel Aviv hasta que antes del comienzo de la temporada 1990-91 fichó como agente libre por los New Jersey Nets. Allí, en su primera temporada, disputó 46 partidos, en los que promedió 2,6 puntos, siendo uno de los últimos hombres del banquillo para su entrenador, Bill Fitch.
Al año siguiente fue despedido, pero casi al final de la temporada fue repescado por los Nets, con los que firmó dos contratos de 10 días. Regreró posteriormente a la CBA jugando un año en los La Crosse Catbirds, y posteriormente se trasladaría a Croacia para jugar una temporada en la Cibona Zagreb, equipo con el que disputó la Copa de Europa.
En 1994 regresó a la NBA, fichando por Sacramento Kings, donde jugó 22 partidos, en los que promedió 2,0 puntos. Regresó a Europa por un breve periodo de tiempo, jugando 9 partidos con el Koncret Rimini de la liga italiana, en los que promedió 16,4 puntos y 3,7 rebotes. De vuelta en Estados Unidos, acabó su carrera jugando en ligas menores hasta el año 2000.

## Estadísticas de su carrera en la NBA

### Temporada regular
| Temporada | Edad | Equipo           | Liga | P  | TIT | MIN | TC  | TCA | %TC  | 3P  | 3PA | %3P  | TL  | TLA | %TL  | R.OF. | R.DEF. | REB | ASIS | ROB | TAP | PER | FP  | PTS |
| 1991-92   | 27   | New Jersey Nets  | NBA  | 46 | 0   | 6.7 | 1.1 | 2.5 | .431 | 0.2 | 0.8 | .270 | 0.2 | 0.4 | .526 | 0.4   | 0.4    | 0.8 | 0.5  | 0.2 | 0.0 | 0.3 | 0.8 | 2.6 |
| 1992-93   | 28   | New Jersey Nets  | NBA  | 5  | 0   | 6.6 | 0.4 | 1.4 | .286 | 0.2 | 0.6 | .333 | 0.0 | 0.0 |      | 0.0   | 0.4    | 0.4 | 1.0  | 0.0 | 0.2 | 0.6 | 1.4 | 1.0 |
| 1994-95   | 30   | Sacramento Kings | NBA  | 22 | 0   | 3.4 | 0.4 | 1.1 | .360 | 0.3 | 0.8 | .389 | 0.8 | 1.0 | .857 | 0.0   | 0.2    | 0.2 | 0.2  | 0.3 | 0.1 | 0.2 | 0.8 | 2.0 |
| Total     |      |                  | NBA  | 73 | 0   | 5.7 | 0.8 | 2.0 | .412 | 0.2 | 0.8 | .310 | 0.4 | 0.5 | .700 | 0.2   | 0.3    | 0.6 | 0.4  | 0.2 | 0.1 | 0.3 | 0.9 | 2.3 |

### Playoffs
| Temporada | Edad | Equipo          | Liga | P | MIN | TCA | TC | 3PA | 3P | TLA | TL | R.OF. | REB | ASIS | ROB | TAP | PER | FP | PTS | %TC  | %3P  | %FT | MIN | PTS | REB | AST |
| 1991-92   | 27   | New Jersey Nets | NBA  | 2 | 6   | 0   | 3  | 0   | 2  | 0   | 0  | 0     | 0   | 1    | 0   | 1   | 0   | 1  | 0   | .000 | .000 |     | 3.0 | 0.0 | 0.0 | 0.5 |
| Total     |      |                 | NBA  | 2 | 6   | 0   | 3  | 0   | 2  | 0   | 0  | 0     | 0   | 1    | 0   | 1   | 0   | 1  | 0   | .000 | .000 |     | 3.0 | 0.0 | 0.0 | 0.5 |